# Seasons in the Abyss
Pour les articles homonymes, voir Abyss.
Albums de Slayer
South of Heaven
(1988) Decade of Aggression
(1991)
Seasons in the Abyss est le cinquième album studio du groupe de thrash metal américain Slayer. Il est sorti le 9 octobre 1990 chez Def American, et plus tard par American Recordings après que le label a changé son nom. Les sessions d'enregistrement de l'album ont commencé en Janvier 1990 à Hit City West, Hollywood Sound, et sont terminées en juin au Record Plant Studios à Los Angeles, en Californie.
Le style musical de l'album est similaire et a été comparé par la critique à celui de deux précédents albums du groupe : South of Heaven et Reign in Blood. L'accueil de l'album a été globalement positif, AllMusic récompensant l'album avec une cote de quatre étoiles et demi sur cinq, et Entertainment Weekly donnant à l'album un B +. Il est classé numéro 18 au Royaume-Uni et numéro 40 sur le Billboard 200. Il a été certifié disque d'or aux États-Unis et au Canada.

## Enregistrement et production
L'album a été enregistré de janvier à juin 1990, dans deux studios distincts : Hit City West, Hollywood Sound, et Record Plant à Los Angeles, Californie Seasons in the Abyss a été produit par Rick Rubin, qui avait également produit leurs deux précédents albums Reign in Blood et South of Heaven.
La huitième piste, "Temptation", présente une doublure en overdub de la partie vocale du chanteur Tom Araya; cet arrangement vocal n'était pas prévu au départ. Araya avait enregistré deux variantes de la ligne vocale: une à la manière dont il estimait qu'elle sonnerait au mieux, et une deuxième fois, sur l'insistance de Kerry King, à la manière dont ce dernier en concevait l'interprétation. Par accident les deux pistes se sont retrouvées superposées sur le fond instrumental. Le producteur a suggéré de garder cette superposition pour l'album.

## Style musical et thèmes lyriques
Selon Nathan Brackett, auteur de The Rolling Stone Album Guide, Seasons in the Abyss continue le son du groupe tel qu'il apparaît dans leurs quatre premiers albums. Les chansons de l'album comportent des riffs de guitare complexe, qui procèdent à la fois d'« une vitesse aveuglante », de tempos et mi-tempos lourds. Brackett a déclaré que les thèmes des chansons se détournent de la « Fantasy et des enfers sur Terre » pour à la place  proposer une « musique pour conquérir les nations ».
L'album se compose de plusieurs éléments, décrits par David Browne, dans sa critique musicale d'Entertainment Weekly comme une « auto-parodie risible » « L'album combine un chant "sinistre" et des guitares "frénétiques" ». Blabbermouth.net dit que l'album est « considéré comme parmi les classiques de tous les temps du genre ». "War Ensemble", "Dead Skin Mask" et "Seasons In The Abyss" ont été décrites comme la définition de l'album et les chansons, selon le site, produisent un son qui n'a pas pu être compensé par quelqu'un d'autre.
AllMusic dit qu'il combine le groove mid-tempos de South of Heaven avec les « rafales maniaques et agressives » à la Reign in Blood. Allmusic a également déclaré que lors de l'écriture des paroles de l'album, Slayer se « tourne rarement vers les visions démoniaques et l'au-delà, préférant trouver l'horreur tangible de la vie réelle - guerre, meurtre, [et] la faiblesse humaine. Il y a même à part entière une critique sociale, qui devrait convaincre les sceptiques que Slayer ne cherche pas à promouvoir les sujets qu'ils chantent ».

## Liste des titres
| No  | Titre                | Paroles                  | Musique                   | Durée |
| --- | -------------------- | ------------------------ | ------------------------- | ----- |
| 1.  | War Ensemble         | Tom Araya, Jeff Hanneman | Jeff Hanneman             | 4:52  |
| 2.  | Blood Red            | Tom Araya                | Jeff Hanneman             | 2:50  |
| 3.  | Spirit in Black      | Kerry King               | Jeff Hanneman             | 4:07  |
| 4.  | Expendable Youth     | Tom Araya                | Kerry King                | 4:10  |
| 5.  | Dead Skin Mask       | Tom Araya                | Jeff Hanneman             | 5:17  |
| 6.  | Hallowed Point       | Tom Araya, Jeff Hanneman | Kerry King, Jeff Hanneman | 3:24  |
| 7.  | Skeletons of Society | Kerry King               | Kerry King                | 4:41  |
| 8.  | Temptation           | Kerry King               | Kerry King                | 3:26  |
| 9.  | Born of Fire         | Kerry King               | Kerry King, Jeff Hanneman | 3:08  |
| 10. | Seasons in the Abyss | Tom Araya                | Jeff Hanneman             | 6:42  |

## Musiciens
- Tom Araya : basse, chant
- Jeff Hanneman : guitare rythmique, guitare solo
- Kerry King : guitare rythmique, guitare solo
- Dave Lombardo : batterie, percussions

## Charts & certifications

### Album
Charts
| Pays                                  | Durée du classement | Meilleur classement | Date             |
| ------------------------------------- | ------------------- | ------------------- | ---------------- |
| Allemagne (GfK Entertainment)         | 10 semaines         | 19e                 | 5 novembre 1990  |
| Autriche (Ö3 Austria Top 40)          | 1 semaine           | 29e                 | 11 novembre 1990 |
| États-Unis (Billboard 200)            | 23 semaines         | 40e                 | 3 novembre 1990  |
| Pays-Bas (MegaCharts)                 | 5 semaines          | 69e                 | 10 novembre 1990 |
| Royaume-Uni (UK Albums Chart)         | 3 semaines          | 18e                 | 6 octobre 1990   |
| Royaume-Uni (UK Rock and Metal Chart) | 2 semaines          | 16e                 | 20 août 2006     |
| Suède (Sverigetopplistan)             | 1 semaine           | 47e                 | 24 octobre 1990  |

Certifications
| Pays       | Certification | Ventes    | Date             |
| ---------- | ------------- | --------- | ---------------- |
| Canada     | Or            | 50 000 +  | 12 décembre 1994 |
| États-Unis | Or            | 500 000 + | 9 avril 1994     |

### Single
| Single               | Chart            | Durée du classement | Position | Date            |
| -------------------- | ---------------- | ------------------- | -------- | --------------- |
| Seasons in the Abyss | UK Singles Chart | 1 semaine           | 51e      | 20 octobre 1990 |

## Autour de l'album
- Le groupe de thrashcore S.O.D. a parodié le titre de l'album avec leur chanson Seasoning the Obese.